# 4358 Lynn
4358 Lynn este un asteroid din centura principală, descoperit pe 5 octombrie 1909 de Philip Cowell.